# بیرمینگام (آیووا)
بیرمینگام (به انگلیسی: Birmingham) شهری در ایالت آیووا کشور ایالات متحده آمریکا است که جمعیت آن در سرشماری سال ۲۰۱۰ میلادی، ۴۴۸ نفر بوده‌است.